# Helina fuscibasis
Helina fuscibasis este o specie de muște din genul Helina, familia Muscidae, descrisă de Fritz Isidore van Emden în anul 1951. Conform Catalogue of Life specia Helina fuscibasis nu are subspecii cunoscute.